# Polo nos Jogos Olímpicos de Verão de 1900
O polo estreou nas olimpíadas durante os Jogos Olímpicos de Verão de 1900 em Paris. Cinco equipes participaram do evento. Os jogos foram realizados entre 28 de maio e 2 de junho de 1900, sendo que algumas equipes competiram com jogadores de nacionalidades diferentes.

## Masculino
| Ouro | Prata | Bronze | Bronze |
| Equipa mista (ZZX) Foxhunters Hurlingham John Beresford GBR Denis St. George Daly GBR Foxhall Parker Keene USA Frank Mackay USA Alfred Rawinson GBR | Equipa mista (ZZX) BLO Polo Club Rugby Walter Buckmaster GBR Frederick Freake GBR José de Madre GBR Walter McCreery USA | Equipa mista (ZZX) Bagatelle Polo Club de Paris Robert Fournier-Sarlovèze FRA Frederick Agnew Gill GBR Maurice Raoul-Duval FRA Edouard Alphonse de Rothschild FRA | México (MEX) Eustaquio de Escandón y Barrón Manuel de Villavieja Escandón y Barrón Pablo de Escandón y Barrón Guillermo Hayden Wright |

### Quartas-de-final

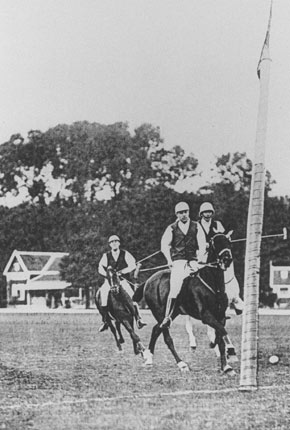
O Polo foi incluído no programa dos Jogos de Paris em 1900

| 28 de maio | Foxhunters | 10 | - | 0 | Compiègne |

### Semifinal
Após os jogos das semi-finais, não houve um confronto para se decidir o terceiro lugar e as equipes derrotadas conquistaram a medalha de bronze.
| 31 de maio | Foxhunters | 6 | - | 4 | Bagatelle |
| 31 de maio | BLO Polo   | 8 | - | 0 | México    |

### Final
| 2 de junho | Foxhunters | 3 | - | 1 | BLO Polo |